# Pleasant Valley (ville, New York)
Pour les articles homonymes, voir Pleasant Valley.
Pleasant Valley est une ville située dans le comté de Dutchess, dans l'État de New York, aux États-Unis,. En 2010, elle comptait une population de 9 672 habitants, estimée au 1er juillet 2014 à 9 757 habitants.

## Démographie
Lors du recensement de 2010, la ville comptait une population de 9 672 habitants. Elle est estimée, en 2016, à 9 757 habitants.